# Arapongas
Arapongas is een stad in Braziliaanse staat Paraná.
In 2017 telde Arapongas ongeveer 118.477 inwoners.